# André Isoré

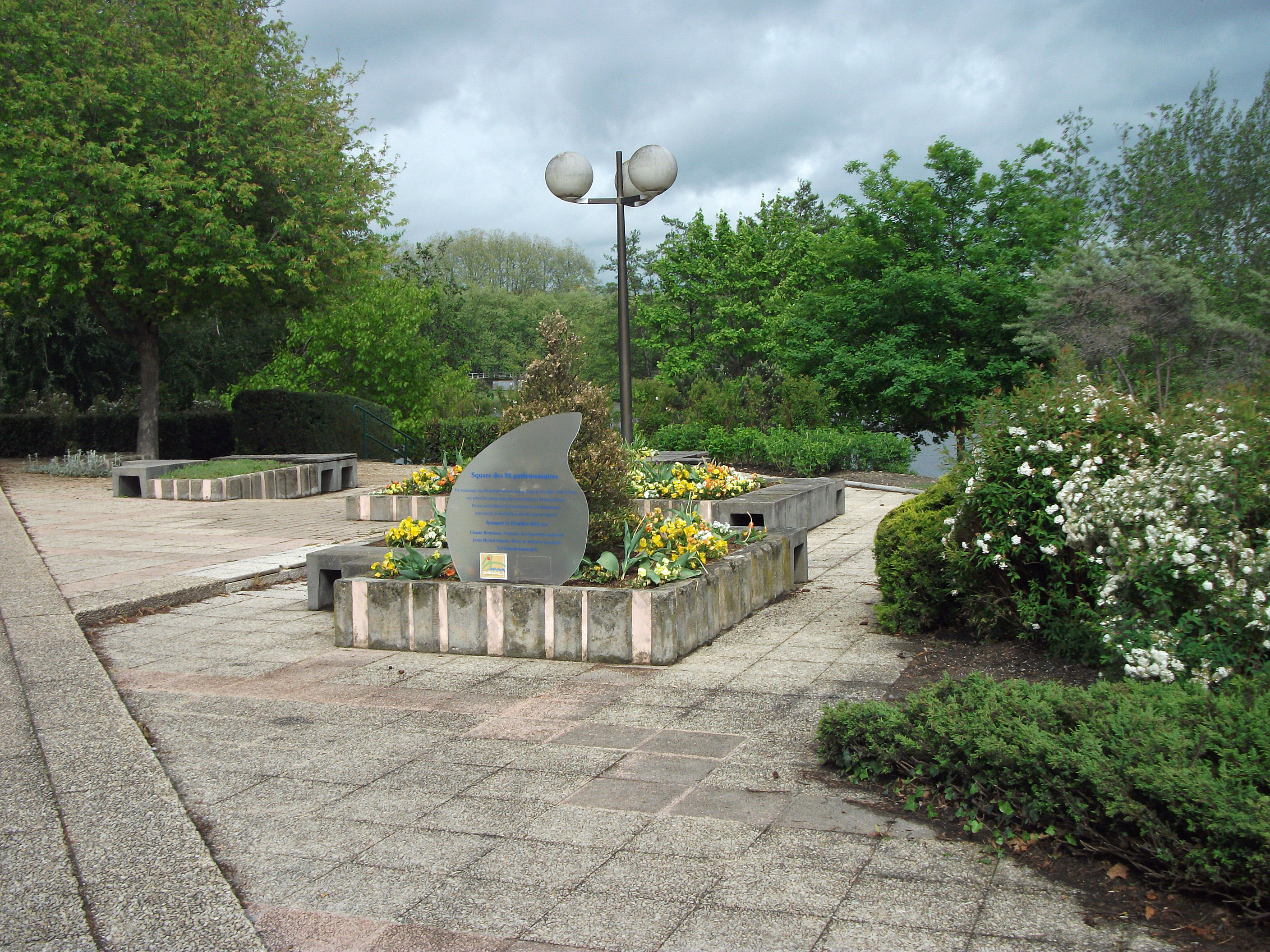
Bellerive-sur-Allier – Square des 80 Parlementaires (2014)

André Isoré (geboren am 14. Juni 1891 in Dünkirchen; gestorben am 12. Februar 1968 in Paris) war ein französischer Politiker der Dritten Republik. Er gehörte zu den „quatre-vingts“, also den achtzig Parlamentariern, die Philippe Pétain am 10. Juli 1940 die Zustimmung zu den diktatorischen Vollmachten verweigerten.

## Leben
André Isoré studierte Jura an der Fakultät in Lille. Nach seinem Abschluss in Rechtswissenschaften und dem Titel Lauréat de la faculté de Lille et de Paris wurde er während des Ersten Weltkriegs mobilisiert. Nach seiner Rückkehr ins Zivilleben schloss er sein Studium ab und verteidigte am 15. März 1919 seine Doktorarbeit zum Thema La guerre et la condition privée de la femme (Der Krieg und die private Lage der Frau). Im Jahr 1919 ließ er sich als Anwalt in Paris registrieren.
Nachdem seine Kandidatur auf der Liste der (politisch eher zur Mitte gehörenden) Parti républicain, radical et radical-socialiste zur Abgeordnetenkammer bei den Wahlen von 1932 noch erfolglos blieb, zog er 1936 ins Parlament ein. Am 9. Juli 1940 reichte er gemeinsam mit anderen radikalen Abgeordneten den Antrag ein, dass die Verfassung zu ändern sei, aber nicht in der Form, die Pétain und Laval vorgeschlagen hatten. Der Antrag wurde ohne Aussprache abgelehnt. Am 10. Juli 1940 stimmte er gegen den Laval-Antrag.
Während der Besetzung war er Teil der Résistance und wurde nach der Befreiung für die Radikale Partei Delegierter in der Provisorischen Beratenden Versammlung. Seine Kandidatur zur Assemblée constituante de 1946 (Verfassungsgebende Nationalversammlung) als Vertreter des Rassemblement des gauches républicaines scheiterte. Danach arbeitete er wieder als Anwalt.